# Swiss Ice Hockey Games 2023
Swiss Ice Hockey Games 2023 se konalod 14. do 17. prosince 2022 v Curychu. Turnaje se účastnily reprezentace Česka, Švýcarska, Finska a Švédska. Pět utkání se odehrálo v Swiss Life Aréně, v Curychu. Zápas mezi Českem a Finskem v O2 areně v Praze.

## Zápasy
| 14. prosince 2023 18:00 | Česko | 2 : 1 (0:1, 1:0, 1:0) | Finsko | O2 arena, Praha Návštěvnost: 17 013 |  |

| Report                                                             |                                                                    |             |                                  |                                                                              |
| Dominik Pavlát                                                     | Dominik Pavlát                                                     | Brankáři    | Harri Säteri                     | Rozhodčí: Christoffer Holm Miroslav Štolc Čároví: Daniel Hynek Jiří Ondráček |
| Tomášek (Kousal, Pyrochta) 21:35' O. Kovařčík (M. Kovařčík) 21:35' | Tomášek (Kousal, Pyrochta) 21:35' O. Kovařčík (M. Kovařčík) 21:35' | 0:1 1:1 2:1 | 07:03' Saarela (Suomi, Lammikko) | Rozhodčí: Christoffer Holm Miroslav Štolc Čároví: Daniel Hynek Jiří Ondráček |
| 6 min                                                              | 6 min                                                              | Tresty      | 10 min                           | Rozhodčí: Christoffer Holm Miroslav Štolc Čároví: Daniel Hynek Jiří Ondráček |
| 28                                                                 | 28                                                                 | Střely      | 21                               | Rozhodčí: Christoffer Holm Miroslav Štolc Čároví: Daniel Hynek Jiří Ondráček |

| 14. prosince 2023 19:45 | Švédsko | 4 : 2 (2:0, 0:1, 2:1) | Švýcarsko | Swiss Life Arena, Curych Návštěvnost: 5 013 |  |

| Report | |                         |                                                                |                                      |
| Lars Johansson | Lars Johansson | Brankáři                | Leonardo Genoni                                                | Rozhodčí: Lassi Heikinnen Jan Hribik |
| Strömwall (Folin, Pilut) 15:37' Tömmernes (Lang) 16:34' Strömwall (Andreasson, Berglund) 44:53' Wallmark (Pilut, do prázdné branky) 58:42' | Strömwall (Folin, Pilut) 15:37' Tömmernes (Lang) 16:34' Strömwall (Andreasson, Berglund) 44:53' Wallmark (Pilut, do prázdné branky) 58:42' | 1:0 2:0 2:1 3:1 3:2 4:2 | 30:08' Andrighetto (Fora, Malgin) 50:27' Glauser (Andrighetto) | Rozhodčí: Lassi Heikinnen Jan Hribik |
| 8 min | 8 min | Tresty                  | 6 min                                                          | Rozhodčí: Lassi Heikinnen Jan Hribik |
| 23 | 23 | Střely                  | 23                                                             | Rozhodčí: Lassi Heikinnen Jan Hribik |

| 16. prosince 2023 14:00 | Finsko | 2 : 3 (1:1, 0:2, 1:0) | Švédsko | Swiss Life Arena, Curych Návštěvnost: 4 021 |  |

| Report                                       |                                              |                     |                                                                          |                                                                          |
| Lassi Lehtinen                               | Lassi Lehtinen                               | Brankáři            | Lars Johansson                                                           | Rozhodčí: Jan Hribik Cedric Borga Čároví: Eric Cattaneo Dominik Schlegel |
| Ohtamaa 01:07' Pajuniemi (Kemiläinen) 54:10' | Ohtamaa 01:07' Pajuniemi (Kemiläinen) 54:10' | 1:0 1:1 1:2 1:3 2:3 | 19:34' Wingerli 25:12' de la Rose (Strömwall) 36:50' Strömwall (Elvenes) | Rozhodčí: Jan Hribik Cedric Borga Čároví: Eric Cattaneo Dominik Schlegel |
| 14 min                                       | 14 min                                       | Tresty              | 4 min                                                                    | Rozhodčí: Jan Hribik Cedric Borga Čároví: Eric Cattaneo Dominik Schlegel |
| 20                                           | 20                                           | Střely              | 24                                                                       | Rozhodčí: Jan Hribik Cedric Borga Čároví: Eric Cattaneo Dominik Schlegel |

| 16. prosince 2023 18:00 | Švýcarsko | 2 : 3 PP (0:0, 0:2, 2:0 – 0:1) | Česko | Swiss Life Arena, Curych Návštěvnost: 7 125 |  |

| Report                                       |                                              |                     |                                                           |                                                                                |
| Leonardo Genoni                              | Leonardo Genoni                              | Brankáři            | Jakub Kořenář                                             | Rozhodčí: Lassi Heikkinen Christoffer Holm Čároví: Lauri Nikulainen Josef Špůr |
| Moy (Biasca) 41:11' Scherwey (Herzog) 43:00' | Moy (Biasca) 41:11' Scherwey (Herzog) 43:00' | 0:1 0:2 1:2 2:2 2:3 | 25:15' Rychlovský (Kovařčík) 27:03' Tomášek 61:57' Kempný | Rozhodčí: Lassi Heikkinen Christoffer Holm Čároví: Lauri Nikulainen Josef Špůr |
| 4 min                                        | 4 min                                        | Tresty              | 8 min                                                     | Rozhodčí: Lassi Heikkinen Christoffer Holm Čároví: Lauri Nikulainen Josef Špůr |
| 23                                           | 23                                           | Střely              | 27                                                        | Rozhodčí: Lassi Heikkinen Christoffer Holm Čároví: Lauri Nikulainen Josef Špůr |

| 17. prosince 2023 13:00 | Česko | 3 : 5 (0:1, 1:1, 2:3) | Švédsko | Swiss Life Arena, Curych Návštěvnost: 2 636 |  |

| Report                                                                         |                                                                                |                                 | |                                                              |
| Dominik Pavlát                                                                 | Dominik Pavlát                                                                 | Brankáři                        | Daniel Marmenlind | Rozhodčí: Micha Hebeisen Lassi Heikkinen Čároví: Dario Fuchs |
| Kousal (Tomášek) 32:59' Kodýtek (Rychlovský) 53:50' Voženílek (Filippi) 59:02' | Kousal (Tomášek) 32:59' Kodýtek (Rychlovský) 53:50' Voženílek (Filippi) 59:02' | 0:1 1:1 1:2 1:3 1:4 2:4 3:4 3:5 | 14:26' Hartmann (Sellgren) 34:40' Andreasson (Elvenes, Pilut) 49:07' Andreasson 52:42' Elvenes (Pilut, Andreasson) 59:42' Sörensen (do prázdné branky) | Rozhodčí: Micha Hebeisen Lassi Heikkinen Čároví: Dario Fuchs |
| 2 min                                                                          | 2 min                                                                          | Tresty                          | 4 min | Rozhodčí: Micha Hebeisen Lassi Heikkinen Čároví: Dario Fuchs |
| 25                                                                             | 25                                                                             | Střely                          | 26 | Rozhodčí: Micha Hebeisen Lassi Heikkinen Čároví: Dario Fuchs |

| 17. prosince 2023 17:00 | Švýcarsko | 3 : 4 PP (1:2, 1:0, 1:1 – 0:1) | Finsko | Swiss Life Arena, Curych Návštěvnost: 5 856 |  |

| Report                                                                                             | |                             | |                                                                           |
| Joren van Pottelberghe                                                                             | Joren van Pottelberghe                                                                             | Brankáři                    | Harri Säteri | Rozhodčí: Christoffer Holm Jan Hribik Čároví: Lauri Nikulainen Josef Špůr |
| Bertschy (Andrighetto) 15:35' Thürkauf (Andrighetto, Malgin) 35:54' Thürkauf (Kukan, Berni) 51:44' | Bertschy (Andrighetto) 15:35' Thürkauf (Andrighetto, Malgin) 35:54' Thürkauf (Kukan, Berni) 51:44' | 0:1 0:2 1:2 2:2 2:3 3:3 3:4 | 03:16' Mäenpää (Salomäki) 14:01' Hyry (Mäenpää) 50:05' Pajuniemi (Eronen, Mäenpää) 64:05' Innala (Lehtonen, Lammikko) | Rozhodčí: Christoffer Holm Jan Hribik Čároví: Lauri Nikulainen Josef Špůr |
| 33 min                                                                                             | 33 min                                                                                             | Tresty                      | 33 min | Rozhodčí: Christoffer Holm Jan Hribik Čároví: Lauri Nikulainen Josef Špůr |
| 38                                                                                                 | 38                                                                                                 | Střely                      | 30 | Rozhodčí: Christoffer Holm Jan Hribik Čároví: Lauri Nikulainen Josef Špůr |

## Tabulka
| Poř. | Tým       | Z | V | VP | PP | P | VG | OG | B |
| ---- | --------- | - | - | -- | -- | - | -- | -- | - |
| 1.   | Švédsko   | 3 | 3 | 0  | 0  | 0 | 12 | 7  | 9 |
| 2.   | Česko     | 3 | 1 | 1  | 0  | 1 | 8  | 8  | 5 |
| 3.   | Finsko    | 3 | 0 | 1  | 0  | 2 | 7  | 8  | 2 |
| 4.   | Švýcarsko | 3 | 0 | 0  | 2  | 1 | 7  | 11 | 2 |